# Разлогов, Николай Лазаревич
Николай Лазаревич Разлогов (1885, Банско — 1975) — болгарский революционер, один из активных членов Внутренней македонско-одринской революционной организации (ВМОРО).
Николай Разлогов принимал участие в Илинденском и Преображенском восстаниях в 1903 году, в Войнишском восстании в 1908 году и в «Сентябрьском восстании» 1923 года. Дед Кирилла и Наталии Разлоговых.

## Биография
Николай Разлогов родился 27 октября в Банско, на территории Османской империи. После окончания гимназии в Софии (1902 год) стал преподавателем. В 1903 году присоединился к ВМОРО. Был сподвижником Саввы Мехомийского.
В 1910 окончил факультет права в Женеве (Швейцария). В 1919 году вступил в коммунистическую партию Болгарии, был арестован и провел 12 лет в заключении.
Выйдя из тюрьмы эмигрировал во Францию, где стал официальным представителем ВМОРО на территориях Франции, Бельгии, Швейцарии; жил и работал в Париже. Позже эмигрировал в СССР.
В 1941—1944 годах участвовал в освободительном движении.
В сентябре 1944 года вернулся в Болгарию. Работал окружным прокурором в Благоевграде, позже послом Болгарии в Австрии.
Умер 30 декабря 1975 года в Софии.